# Roman Jakóbczak
Roman Jakóbczak (Września, 26 febbraio 1946) è un ex calciatore polacco, di ruolo centrocampista.

## Carriera
Con la Nazionale polacca ha preso parte ai Mondiali 1974, chiusi al terzo posto.